# Vlad III Ţepeş
Vlad III, Vương công xứ Wallachia (có biệt danh là Vlad Ţepeş [ˈvlad ˈt͡sepeʃ] tức Vlad, kẻ xiên người, hay còn gọi là Dracula/Drăculea, tức con trai của rồng (Dracul), theo tiếng Romania; (1431 – 14 tháng 12 năm 1476) là một vị Vương công của xứ Wallachia (phía nam România). Ông đã trị vì ba lần: trong các năm 1448, 1456 - 1462, và 1476.
Trong lịch sử, Vương công Vlad III được biết đến nhiều nhất vì đã lãnh đạo cuộc kháng chiến chống những cuộc xâm lược của Đế quốc Ottoman và tiến hành những hình phạt vô cùng tàn ác đối với những kẻ thù của ông.
Người ta tin rằng, tên tuổi của Vương công Vlad III đã ảnh hưởng đến hình ảnh con ma cà rồng trong tiểu thuyết Dracula của Bram Stoker vào năm 1897.

## Xuất thân
Vlad chào đời tại Sighișoara, Transilvania, vào Mùa Đông năm 1431, là con trai của Vlad II Dracul, vương công của xứ Wallachia. Vlad là cháu trai của vị vương công hiển hách Mircea Già. Người ta tin mẹ của ông là người vợ thứ hai của Công tử Vlad Dracul, Quận chúa Cneajna xứ Moldavia, con gái cả của Vương công Alexandru cel Bun. Ông có hai người anh trai cùng cha khác mẹ, Mircea II và Vlad Călugărul, và một người em trai, Radu cel Frumos.

## Đầu đời
Vlad là con trai hợp pháp thứ hai của Vlad II Dracul, ông có lẽ được sinh ra sau khi cha ông định cư ở Transylvania vào năm 1429. Nhà sử học Radu Florescu viết rằng Vlad là sinh ra ở thị trấn Sighișoara của Transylvanian (khi đó thuộc vương quốc Hungary), nơi cha ông sống từ năm 1431 đến năm 1435. Các nhà sử học hiện đại xác định mẹ của Vlad là con gái hoặc bà con của Alexander I của Moldavia hoặc là người vợ đầu tiên chưa biết tên của Vlad II.
Năm 1442, do nghi ngờ lòng trung thành của cha ông - Vlad II, hoàng đế Ottoman bấy giờ là Murad II đã bắt giữ Vlad II, ông và người em trai Radu khi cha con ông đến Edirne để triều kiến. Cha ông được thả về Wallachia cuối năm đó nhưng ông cùng em trai bị giữ lại làm con tin ở Đế chế Ottoman và bị giam trong pháo đài Eğrigöz.
Tính mạng của ông và em trai đặc biệt gặp nguy hiểm sau khi cha ông ủng hộ vua Władysław III của Ba Lan chống lại Đế quốc Ottoman trong cuộc Thập tự chinh Varna năm 1444. Vlad II Dracul tin rằng hai con trai của ông sẽ bị "làm thịt vì hòa bình Thiên chúa giáo", nhưng cả Vlad và Radu đều không bị sát hại sau cuộc nổi loạn của cha họ.
Vào năm 1446 hoặc 1447, Vlad II Dracul một lần nữa thần phục Đế quốc Ottoman và hứa sẽ cống nạp hàng năm. John Hunyadi - nhiếp chính Hungary bấy giờ đã xâm lược Wallachia vào tháng 11 năm 1447. Nhà sử học Michael Critobulus viết rằng Vlad và em trai Radu đã trốn sang Đế chế Ottoman, điều này cho thấy rằng hoàng đế Ottoman đã cho phép họ quay trở lại Wallachia sau khi cha họ thần phục ông. Vlad II và con trai cả của ông Mircea II bị sát hại. Hunyadi phong Vladislav II (con trai của Dan II, anh họ của Vlad Dracul) làm người cai trị Wallachia.

## Trị vì

### Cai trị lần đầu
Sau cái chết của cha và anh trai mình, Vlad trở thành người kế thừa hợp pháp của Wallachia. Vladislav II của Wallachia cùng John Hunyadi đã phát động một chiến dịch chống lại Đế quốc Ottoman vào tháng 9 năm 1448. Lợi dụng sự vắng mặt của đối thủ, Vlad đột nhập vào Wallachia cùng một đội quân Ottoman vào đầu tháng 10 năm 1448. Ông buộc phải chấp thuận việc quân Ottoman chiếm giữ pháo đài Giurgiu trên sông Danube. Quân Ottoman đánh bại quân đội của Hunyadi trong trận Kosovo từ ngày 17 đến ngày 18 tháng 10 năm 1448. Phó tướng của Hunyadi, Nicholas Vízaknai, đã đề nghị Vlad đến gặp ông ở Transylvania, nhưng Vlad từ chối. Vladislav II trở về chiếm lại Wallachia cùng tàn quân của ông ta. Vlad thất bại và buộc phải chạy trốn đến Đế quốc Ottoman vào ngày 7 tháng 12 năm 1448.
Vlad ở lại Edirne thuộc Đế chế Ottoman sau khi thất bại trong việc chiếm Wallachia. Không lâu sau, ông chuyển đến Moldavia, nơi Bogdan II (anh rể của cha ông) lên ngôi với sự hỗ trợ của John Hunyadi vào mùa thu năm 1449.
Sau khi Bogdan II bị Peter III Aaron (người được Ottoman bảo trợ) sát hại vào tháng 10 năm 1451, con trai của Bogdan - Stephen, chạy trốn đến Transylvania cùng với Vlad để tìm kiếm sự trợ giúp từ Hunyadi. Tuy nhiên, Hunyadi đã ký kết một hiệp định đình chiến kéo dài ba năm với Đế quốc Ottoman vào ngày 20 tháng 11 năm 1451, ông ta cũng cho phép giới quý tộc Wallachia được bầu người kế vị Vladislav II nếu ông ta chết.
Vlad được cho là muốn định cư ở Brașov (là nơi tập trung các quý tộc Wallachia bị Vladislaus II trục xuất), nhưng Hunyadi đã ra lệnh  cấm không cho ông nơi trú ẩn vào ngày 6 tháng 2 năm 1452. Vlad quay trở lại Moldavia, nơi Alexăndrel đã truất ngôi Peter III Aaron. Những biến cố xảy ra trong cuộc đời ông trong những năm sau đó vẫn chưa được biết rõ. Tuy nhiên, ông ta chắc chắn đã trở lại Hungary trước ngày 3 tháng 7 năm 1456 vì vào ngày đó, Hunyadi đã thông báo cho người dân thị trấn Brașov rằng ông đã giao nhiệm vụ cho Vlad bảo vệ biên giới Transylvanian đồng nghĩa với việc công nhận Vlad là người cai trị hợp pháp của Wallachia.

### Cai trị lần hai
Hoàn cảnh và ngày Vlad trở lại Wallachia là không chắc chắn. Ông xâm lược Wallachia với sự hỗ trợ của Hungary vào tháng 4, tháng 7 hoặc tháng 8 năm 1456. Vladislav II chết trong cuộc xâm lược. Vlad đã gửi bức thư đầu tiên còn tồn tại của mình với tư cách là thống đốc của Wallachia tới những người dân ở Brașov vào ngày 10 tháng 9 năm 1456. Ông hứa sẽ bảo vệ họ trong trường hợp Ottoman xâm lược Transylvania, nhưng ông cũng tìm kiếm sự trợ giúp của họ nếu người Ottoman chiếm đóng Wallachia. Trong cùng một bức thư, ông viết rằng "khi một người đàn ông hoặc một hoàng tử mạnh mẽ và quyền lực, anh ta có thể tạo ra hòa bình theo ý mình; nhưng khi anh ta yếu đuối, một kẻ mạnh hơn sẽ đến và làm những gì hắn muốn", qua đó thể hiện tính cách độc đoán của mình.
Nhiều nguồn sử liệu ghi lại rằng hàng trăm hoặc hàng nghìn người đã bị hành quyết theo lệnh của Vlad vào đầu triều đại của ông. Ông ta bắt đầu một cuộc thanh trừng chống lại những boyar (quý tộc Wallachia) đã tham gia vào vụ sát hại cha và anh trai của ông hoặc những người mà ông nghi ngờ có âm mưu chống lại ông ta. Sử gia Chalkokondyles nói rằng Vlad "nhanh chóng thực hiện một sự thay đổi lớn và cách mạng hóa hoàn toàn các vấn đề của Wallachia" thông qua việc trao "tiền, tài sản và các hàng hóa" của những kẻ phạm tội cho các thuộc hạ của mình. Danh sách các thành viên của hội đồng cố vấn (những người thuộc tầng lớp quý tộc) dưới thời trị vì của Vlad cũng cho thấy chỉ có hai người trong số họ (Voico Dobrița và Iova) có thể giữ được vị trí của mình trong khoảng thời gian từ 1457 đến 1461.
Vlad đã gửi đồ cống nạp theo phong tục cho hoàng đế Ottoman. Sau khi John Hunyadi qua đời vào ngày 11 tháng 8 năm 1456, con trai lớn của ông ta, Ladislaus Hunyadi trở thành tổng chỉ huy quân đội Hungary. Ông cáo buộc Vlad "không trung thành" với nhà vua Hungary trong một lá thư gửi những thị dân Brașov, đồng thời ra lệnh cho họ hỗ trợ anh trai của Vladislaus II, Dan III, chống lại Vlad.
Dan III đột nhập vào Wallachia, nhưng Vlad đã đánh bại và xử tử ông ta trước ngày 22 tháng 4 năm 1460. Vlad xâm chiếm miền nam Transylvania và phá hủy vùng ngoại ô Brașov, ra lệnh xử tử tất cả đàn ông và phụ nữ bị bắt. Trong các cuộc đàm phán sau đó, Vlad yêu cầu trục xuất hoặc trừng phạt tất cả những người tị nạn Wallachia ở Brașov. Hòa bình đã được lập lại trước ngày 26 tháng 7 năm 1460, khi Vlad gọi thị dân ở Brașov là "anh em và bạn bè" của mình. Vlad xâm lược khu vực xung quanh Amlaș và Făgăraș vào ngày 24 tháng 8 để trừng phạt những cư dân địa phương đã ủng hộ Dan III.
Vlad gây chiến với người Ottoman vào năm 1461 khi Mehmed II đang tham gia một chiến dịch ở Trebizon. Vlad bắt đầu đàm phán bí mật với vua Matthias Corvinus, nhưng sultan biết được qua các gián điệp và cử sứ thần Thomas Katabolinos đến Wallachia để triệu kiến Vlad tới Constantinople, đồng thời ra lệnh cho Hamza, thống đốc Nicopolis, bắt giữ ông. Vlad phát hiện âm mưu này, bắt giữ và xử tử cả Katabolinos và Hamza.
Sau đó, Vlad ra lệnh chiếm pháo đài Giurgiu và xâm chiếm lãnh thổ Ottoman, tàn phá các ngôi làng dọc theo sông Danube. Trong một lá thư ngày 11 tháng 2 năm 1462, ông thông báo cho Matthias Corvinus rằng ông đã giết hơn 23.884 người Thổ Nhĩ Kỳ và Bulgaria, và kêu gọi hỗ trợ quân sự, biện minh cho hành động của mình là bảo vệ Cơ Đốc giáo và vương quốc Hungary. Sự căng thẳng giữa Moldavia và Wallachia cũng được ghi nhận vào năm 1462.
Để đáp trả, Mehmed II tập hợp một đội quân hơn 150.000 người, tương đương với lực lượng đã chiếm Constantinople năm 1453, điều này cho thấy khả năng ông có ý định xâm chiếm Wallachia. Một số nhà sử học cho rằng mục tiêu chính của Mehmed là thay thế Vlad bằng em trai ông là Radu, người mà sultan đã bổ nhiệm làm người cai trị Wallachia trước khi chiến dịch bắt đầu.

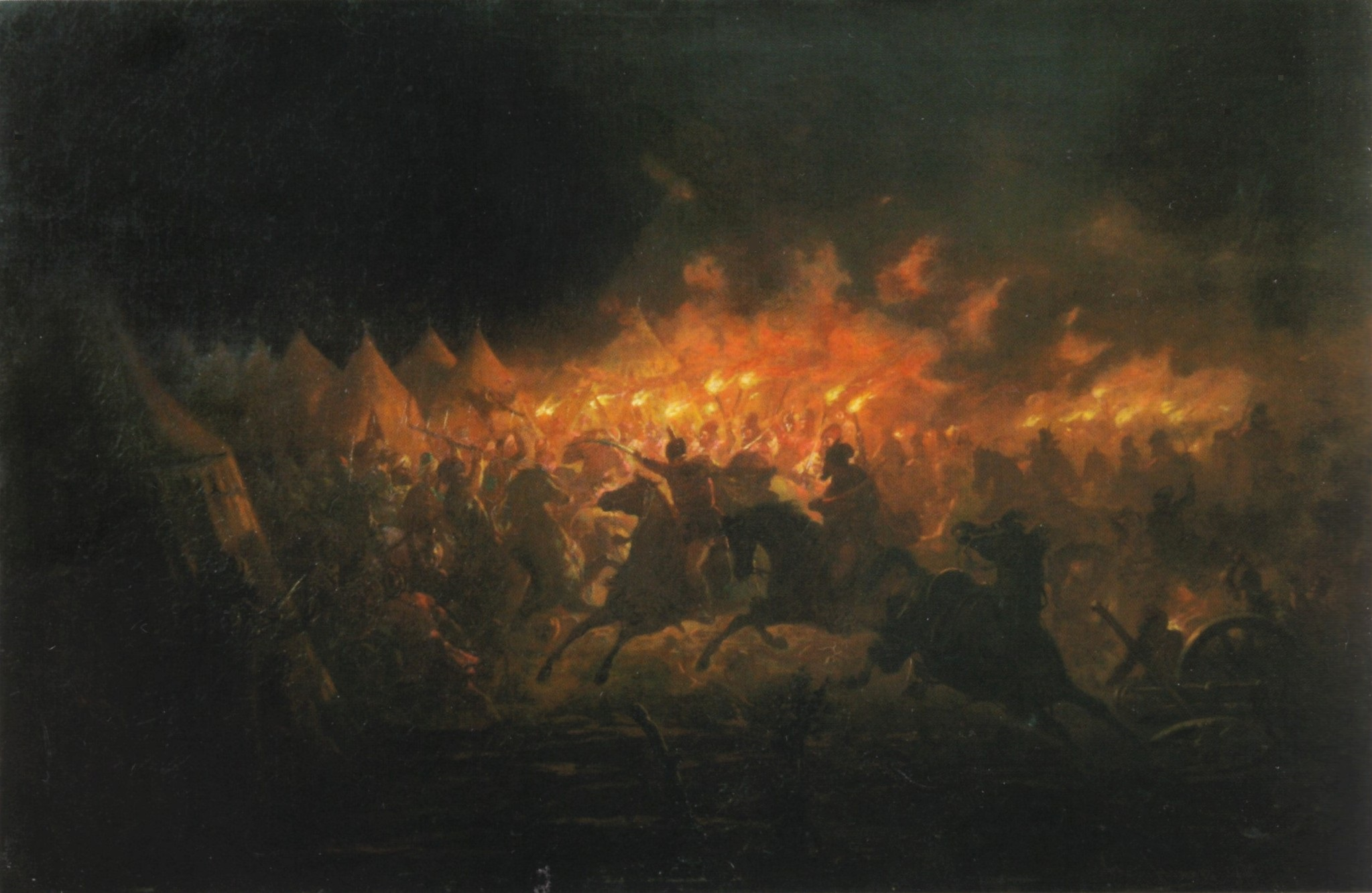
"Trận chiến với những ngọn đuốc" một bức tranh của Theodor Aman về cuộc tấn công ban đêm của Vlad tại Târgoviște

Hạm đội Ottoman đổ bộ vào Brăila (là cảng Wallachia duy nhất trên sông Danube) vào tháng 5 năm 1462. Quân đội chính của Ottoman vượt sông Danube dưới sự chỉ huy của quốc vương tại Nikopol, Bulgaria vào ngày 4 tháng 6 năm 1462. Bị quân địch áp đảo về số lượng, Vlad áp dụng chính sách tiêu thổ và rút lui về phía Târgoviște. Trong đêm 16–17 tháng 6, Vlad đột kích vào trại Ottoman nhằm bắt hoặc giết quốc vương. Việc bỏ tù hoặc cái chết của quốc vương sẽ gây ra sự hoảng loạn trong người Ottoman, điều này có thể giúp Vlad đánh bại quân đội Ottoman. Tuy nhiên, quân Wallachia đã bỏ qua trại chính của quốc vương và tấn công trại của các tướng Mahmud Pasha và Isaac. Thất bại trong việc tấn công trại của quốc vương, Vlad và thuộc hạ của ông rút lui vào lúc bình minh. Mehmed vào Târgoviște vào cuối tháng 6 năm 1462. Thị trấn đã bị bỏ hoang, nhưng người Ottoman đã kinh hoàng khi phát hiện ra một "khu rừng bị đóng đinh" (hàng nghìn cọc với xác của những người bị hành quyết).
Sử gia Tursun Beg ghi lại rằng quân Ottoman phải chịu đựng cái nóng mùa hè và cơn khát trong suốt chiến dịch. Mehmed quyết định rút lui khỏi Wallachia và tiến quân về phía Brăila. Stephen III của Moldavia vội vã đến Chilia (nay là Kiliya ở Ukraine) để chiếm pháo đài quan trọng từng là nơi đóng quân đồn trú của Hungary. Vlad cũng khởi hành đến Chilia, nhưng để lại một đội quân gồm 6.000 tinh binh nhằm cản trở cuộc hành quân của quân đội Ottoman, nhưng đã bị quân Ottoman đánh bại. Stephen III của Moldavia cũng bị thương trong cuộc vây hãm Chilia và trở về Moldavia trước khi Vlad đến pháo đài.
Cánh quân chính của Ottoman rời Wallachia, nhưng em trai của Vlad là Radu và lực lượng của ông ta vẫn ở lại vùng đồng bằng Bărăgan. Radu gửi sứ giả đến Wallachia, nhắc nhở họ rằng Ottoman có thể xâm lược đất nước của họ một lần nữa.
Mặc dù Vlad đã đánh bại Radu và đồng minh Ottoman của ông ta trong hai trận chiến trong những tháng tiếp theo, ngày càng nhiều  người bỏ chạy theo Radu. Vlad rút lui về dãy núi Carpathian, hy vọng rằng Matthias Corvinus sẽ giúp ông giành lại ngai vàng. Tuy nhiên, Albert xứ Istenmező, phó chỉ huy Hội đồng Székelys, đã tuyên bố công nhận Radu. Radu cũng đưa ra lời đề nghị với những thị dân ở Brașov để xác nhận các đặc quyền thương mại của họ và trả cho họ khoản bồi thường 15.000 ducat.
Matthias Corvinus đến Transylvania vào tháng 11 năm 1462. Các cuộc đàm phán giữa Corvinus và Vlad kéo dài nhiều tuần, nhưng Corvinus không muốn gây chiến với Đế chế Ottoman. Theo lệnh của nhà vua, chỉ huy lính đánh thuê người Séc, John Jiskra của Brandýs, đã bắt giữ Vlad gần Rucăr ở Wallachia.
Để giải thích việc giam cầm Vlad với Giáo hoàng Piô II và người Venice (những người đã gửi tiền để tài trợ cho một chiến dịch chống lại Ottoman), Corvinus đã trình bày ba lá thư, được cho là do Vlad viết vào ngày 7 tháng 11 năm 1462, gửi cho Mehmed II, Mahmud Pasha và Stephen III của Moldavia. Theo các lá thư này, Vlad đề nghị liên minh với quân Ottoman để chống lại Hungary nếu Ottoman khôi phục ngôi vị cho ông. Hầu hết các nhà sử học đồng ý rằng những tài liệu này là giả mạo để biện minh cho việc giam cầm Vlad. Nhà sử học của triều đình Corvinus, Antonio Bonfini, thừa nhận rằng lý do giam cầm Vlad không bao giờ được làm rõ. Sử gia Florescu nhận xét rằng "phong cách viết, sự khiêm nhường không phù hợp với tính cách của Dracula, cách dùng từ vụng về và tiếng Latin kém" là bằng chứng cho thấy các lá thư không thể do Vlad viết. Ông cho rằng người tạo ra tài liệu giả mạo có thể là một linh mục người Saxon ở Brașov.
Theo sử gia Chalkokondyles, Vlad ban đầu bị giam ở thành phố Belgrade (nay là Alba Iulia ở Romania). Không lâu sau, ông bị đưa đến Visegrád và bị giam cầm trong mười bốn năm. Không có tài liệu nào ghi chép về Vlad từ năm 1462 đến 1475. Vào mùa hè năm 1475, Stephen III của Moldavia đã gửi sứ giả đến gặp Matthias Corvinus, yêu cầu thả Vlad về Wallachia để chống lại Basarab Laiotă, người đã quy phục Ottoman. Stephen muốn đảm bảo Wallachia thuộc quyền của một người cai trị từng là kẻ thù của Ottoman, vì theo ông, "người Wallachia giống như người Thổ đối với người Moldavia". Theo các câu chuyện Slavic về Vlad, ông chỉ được thả ra sau khi cải sang Công giáo.

### Cai trị lần ba và cái chết
Matthias Corvinus công nhận Vlad là vương công và người cai trị Wallachia nhưng không hỗ trợ quân sự. Vlad định cư tại Pest và sau đó chuyển tới Transylvania. Mehmed II công nhận Basarab Laiotă là người cai trị Wallachia. Corvinus cử Vlad tham gia chiến dịch chống Ottoman ở Bosnia năm 1476, nơi ông chiếm được Srebrenica và thực hiện chiến thuật khủng bố, hành quyết lính Ottoman và tàn sát thường dân.
Mehmed II xâm lược Moldavia và đánh bại Stephen III trong trận Valea Albă vào ngày 26 tháng 7 năm 1476. Stephen Báthory và Vlad tiến vào Moldavia, buộc Mehmed II phải giải vây pháo đài Târgu Neamț vào cuối tháng 8 năm 1476.
Matthias Corvinus ra lệnh cho người Transylvania hỗ trợ cuộc tấn công Wallachia theo kế hoạch của Báthory vào ngày 6 tháng 9 năm 1476, đồng thời thông báo cho họ rằng Stephen III của Moldavia cũng sẽ tấn công Wallachia. Vlad ở lại Brașov và xác nhận các đặc quyền thương mại dành cho những dân địa phương ở Wallachia vào ngày 7 tháng 10 năm 1476. Lực lượng của Báthory chiếm được Târgoviște vào ngày 8 tháng 11. Stephen III của Moldavia cùng Vlad đã liên minh và chiếm Bucharest, buộc Basarab Laiotă phải trốn sang Đế quốc Ottoman vào ngày 16 tháng 11. Vlad thông báo cho các thương nhân Brașov về chiến thắng của mình và thúc giục họ đến Wallachia. Ông đăng quang trước ngày 26 tháng 11.
Basarab Laiotă quay trở lại Wallachia với sự hỗ trợ của Ottoman, và Vlad chết khi chiến đấu chống lại họ vào cuối tháng 12 năm 1476 hoặc đầu tháng 1 năm 1477. Trong một lá thư viết ngày 10 tháng 1 năm 1477, Stephen III của Moldavia kể lại rằng đoàn tùy tùng người Moldavia của Vlad cũng đã bị thảm sát. Theo "nguồn đáng tin cậy nhất", đội quân khoảng 2.000 người của Vlad đã bị lực lượng 4.000 người Thổ Nhĩ Kỳ-Basarab dồn vào chân tường và tiêu diệt gần Snagov.
Hoàn cảnh chính xác về cái chết của ông vẫn chưa rõ ràng. Biên niên sử người Áo Jacob Unrest kể rằng một sát thủ người Thổ Nhĩ Kỳ cải trang đã sát hại Vlad trong trại của ông ta. Ngược lại, chính khách Nga Fyodor Kuritsyn - người đã phỏng vấn gia đình Vlad sau khi ông qua đời - báo cáo rằng vương công đã bị quân đội của ông nhầm là quân Thổ trong trận chiến, khiến họ tấn công và giết ông. Sử gia Florescu và Raymond T. McNally đã bình luận về câu chuyện này bằng cách lưu ý rằng Vlad thường cải trang thành một người lính Thổ Nhĩ Kỳ như một phần của mưu mẹo quân sự. Theo Leonardo Botta, đại sứ Milan tại Buda, người Ottoman đã cắt xác Vlad thành nhiều mảnh. Bonfini viết rằng đầu của Vlad đã được gửi đến Mehmed II và cuối cùng nó được đặt trên một cọc cao ở Constantinople. Cái đầu bị chặt rời của ông được cho là đã được trưng bày và chôn cất tại phố Voivode (ngày nay là Bankalar Caddesi) ở Karaköy. Người ta đồn rằng Voyvoda Han, nằm trên số 19 Bankalar Caddesi, là điểm dừng chân cuối cùng của hộp sọ Vlad Tepeş. Nông dân địa phương truyền miệng rằng những gì còn sót lại của xác Vlad sau đó đã được các thầy tu ở tu viện gần đó phát hiện trong đầm lầy Snagov.

## Dung mạo và hình dáng

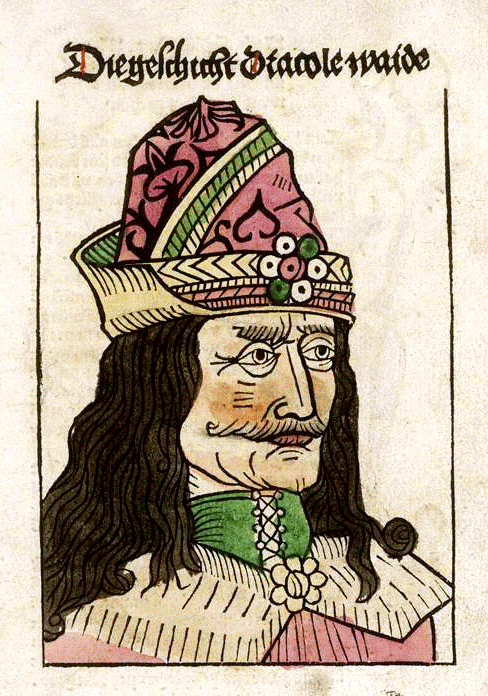
Một bức tranh khắc gỗ miêu tả Vlad trên trang tựa của một cuốn sách nhỏ bằng tiếng Đức về ông, xuất bản ở Nuremberg năm 1488

Người đại diện của Giáo hoàng Pius II, Niccolò Modrussa, đã vẽ bức tranh mô tả duy nhất còn sót lại về Vlad, người mà ông đã gặp ở Buda. Một bản sao bức chân dung của Vlad đã được trưng bày trong "phòng trưng bày chân dung quái vật" ở Lâu đài Ambras ở Innsbruck. Theo sử gia Florescu, bức tranh mô tả "một người đàn ông mạnh mẽ, tàn nhẫn và bị tra tấn bằng cách nào đó" với "đôi mắt to, sâu, màu xanh đậm và xuyên thấu". Màu tóc của Vlad không thể được xác định vì Modrussa đề cập rằng Vlad có mái tóc đen, trong khi bức chân dung dường như cho thấy anh ta có mái tóc màu sáng.
Danh tiếng xấu của Vlad ở các vùng lãnh thổ nói tiếng Đức có thể được phát hiện trong một số bức tranh thời Phục hưng. Ông được miêu tả là một trong những nhân chứng về cuộc tử đạo của Thánh Andrew trong một bức tranh thế kỷ 15, được trưng bày tại Belvedere ở Vienna. Một nhân vật tương tự như Vlad là một trong những nhân chứng của Chúa Kitô trên đồi Calvary trong nhà nguyện của Nhà thờ St.Stephen ở Vienna.
*  Mô tả của Niccolò Modrussa về Vlad.
[Vlad] không cao lắm, nhưng rất chắc nịch và khỏe mạnh, vẻ ngoài lạnh lùng và đáng sợ, chiếc mũi khoằm và khỏe, lỗ mũi sưng tấy, khuôn mặt gầy và hơi đỏ với hàng lông mi rất dài tạo nên đôi mắt to màu xanh lá cây mở to; đôi lông mày đen rậm khiến chúng trông có vẻ đe dọa. Khuôn mặt và cằm của anh ta đã được cạo trọc để có ria mép. Hai bên thái dương sưng tấy làm tăng phần lớn đầu của anh ấy. Cổ của một con bò đực nối [với] đầu của anh ta, từ đó những lọn tóc xoăn màu đen treo trên người có bờ vai rộng của anh ta.